# Sylvie Guillaume
Sylvie Guillaume (nascida em 11 de junho de 1962) é uma política francesa e membro do Parlamento Europeu (MEP) da França. Ela é membro do Partido Socialista, parte do Partido dos Socialistas Europeus.

## No Parlamento Europeu
Para além das atribuições nas comissões, Guillaume é membro do Intergrupo do Parlamento Europeu sobre Direitos LGBT, do Intergrupo do Parlamento Europeu sobre Deficiência, do Intergrupo do Parlamento Europeu sobre Integridade (Transparência, Anticorrupção e Crime Organizado) e a MEP Alliance for Mental Health.
Entre janeiro de 2012 e 2014, Guillaume actuou como vice-presidente do grupo parlamentar da Aliança Progressista dos Socialistas e Democratas encarregada da Europa dos Cidadãos, juntamente com Véronique De Keyser, Enrique Guerrero Salom, Stephen Hughes, Rovana Plumb, Bernhard Rapkay, Libor Rouček, Patrizia Toia e Marita Ulvskog.
Em 2012, Guillaume foi responsável por questões de imigração na campanha presidencial de François Hollande.